# The Path of Glory
The Path of Glory é um filme de comédia produzido no Reino Unido e lançado em 1934.